# ビュジェ原子力発電所
ビュジェ原子力発電所（ビュジェげんしりょくはつでんしょ、フランス語：centrale nucléaire du Bugey）は、フランス共和国アン県サン＝ヴルバ（fr:Saint-Vulbas）の南に所在する原子力発電所。施設はローヌ川の西岸にあり、リヨンから東北東へ35km、ブール＝カン＝ブレスから南へ40km、スイスのジュネーヴから西に110kmに位置している。

## 概要
1965年に最初の原子炉で天然ウラン黒鉛減速ガス冷却炉式であるBugey-1の建設が始まり、1968年にはフランス電力公社にBugey-1の建設を許可する法が成立する。1972年4月15日に試運転を開始し、7月には営業運転に移行する。1969年、軽飛行機であるヨーデル D-140が発電所の右側を飛行し、ローヌ川を横断する送電架線を切断した。この機体は増水していたローヌ川に墜落し乗員4人が死亡している。
1972年には2号機の建設が始まり、1979年から営業運転を開始し、以後は残り3基の営業運転が1980年まで立て続いている。この内、2号機と3号機は冷却水をローヌ川から直接取水し、4号機と5号機は冷却塔を使用している。1984年4月14日、5号機はアクチュエータ制御システムの内2つの冗長系統のいずれかで停電、この障害で原子炉停止を伴う外部電源の一時的消失が発生した。一部の機器制御のため冷温停止状態に持ち込まれる。
1994年、黒鉛減速ガス冷却炉の1号機が廃止される。
2003年にヨーロッパ各地を襲った熱波は排水の温度上昇をもたらした。2011年には5号機の原子炉10年検査にあたっていた下請け業者を含む従業員7人について、放射線検出器が鳴動し軽度の汚染に晒された。

### 原子炉の特性
各原子炉の特性は以下のとおり。
| 原子炉名 | 格納容器形式 （原子炉形式） | 容量（MW）        | 容量（MW）      | 容量（MW）      | 運用者           | 建造者     | 建設開始      | 送電網接続運転開始 | 営業運転開始 | 原子炉の運転終了 |
| 原子炉名 | 格納容器形式 （原子炉形式） | 炉心熱出力（MWt） | 定格出力（MWe） | 平均出力（MWe） | 運用者           | 建造者     | 建設開始      | 送電網接続運転開始 | 営業運転開始 | 原子炉の運転終了 |
| -------- | --------------------------- | ----------------- | --------------- | --------------- | ---------------- | ---------- | ------------- | ------------------ | ------------ | ---------------- |
| Bugey-1  | - (CGR)                     |                   | 555             | 540             | フランス電力     | フラマトム | 1965年12月1日 | 1972年4月15日      | 1972年7月1日 | 1994年5月27日    |
| Bugey-2  | CP0                         | 2785              | 945             | 910             | フランス電力     | フラマトム | 1972年11月    | 1978年5月          | 1979年3月    | 2019年計画       |
| Bugey-3  | CP0                         | 2785              | 945             | 910             | フランス電力     | フラマトム | 1973年9月     | 1978年9月          | 1979年3月    | 2019年計画       |
| Bugey-4  | CP0                         | 2785              | 917             | 880             | フランス電力     | フラマトム | 1974年6月     | 1979年3月          | 1979年7月    | 2019年計画       |
| Bugey-5  | CP0                         | 2785              | 917             | 880             | フランス電力公社 | フラマトム | 1974年7月     | 1979年7月          | 1980年1月    | 2019年計画       |